# Narodziny Maryi (fresk Giotta)
Narodziny Maryi – fresk autorstwa Giotto di Bondone namalowany ok. 1305 roku dla kaplicy Scrovegnich w Padwie.
Jeden z 40 fresków namalowanych przez Giotta w kaplicy Scrovegnich należący do cyklu scen przedstawiających życie Joachima i Anny, rodziców Marii oraz Chrystusa. Historia rodziców Marii i jej samej pochodziła głównie z trzynastowiecznej Złotej legendy autorstwa Jakuba de Voragine'a oraz z Protoewangelii Jakuba z II wieku.

Po kilku miesiącach od zwiastowania anioła i zapowiedzi narodzin dziecka, przyszedł czas na rozwiązanie: 

W siódmym zaś miesiącu porodziła Anna i rzekła do położnej: „Co porodziłam?” I rzekła położna: „Dziewczynkę”. I rzekła Anna: „W tym dniu dusza moja została wywyższona”. I ułożyła ją [dziewczynkę] (ProtEwJk 5 53-55)

Kolejny epizod przedstawiony został w takiej samej scenerii i w tym samym domu, jak we wcześniejszym fresku Zwiastowanie św. Annie. Giotto skopiował wszystkie szczegóły: ozdoby na froncie budynku, kasetonowy sufit a nawet koc w kraciaste wzory. Narracja fresku rozpoczyna się z lewej strony. Anna rodzi zapowiedziane dziecko. Przez drzwi położna odbiera czystą bieliznę potrzebną po narodzinach noworodka. Według innych interpretacji scena ta przedstawia służkę Juthine i Annę w żałobnej szacie. Według tradycji służąca miała namawiać Anne by porzuciła żałobę i włożyła na głowę ozdobną przepaskę, tę sama którą wręcza przez drzwi i którą zwija w scenie u dołu fresku. Poniżej łoża siedzą dwie kobiety: jedna trzyma owinięte już dziecko a druga trzyma na kolanach rolkę tkaniny. Dziecko, zaraz po urodzeniu kąpano i owijano w czyste tkaniny a następnie przekazywano matce. W centralnej części fresku rozgrywa się scena główna. Anna leży w łożu i przyjmuje nowo narodzone dziecko od kobiety w niebieskiej sukni, prawdopodobnie Juthine. Lazurowy kolor szaty wskazywał, iż przedstawiona postać jest kimś ważnym. W średniowieczu tym barwnikiem portretowano jedynie osoby wysoko urodzone lub Matkę Boską. Badacze identyfikowali postać z żoną Enrico Scrovegniego, fundatora kaplicy.
Giotto w prostej scenie ukazuje narodzenie Marii i jednocześnie przedstawia sceny rodzajowe dotyczące życie codziennego; w tym przypadku czynności wykonywane po narodzeniu dziecka. Takie ujęcie tematu było nowatorskim rozwiązaniem artysty. Dodatkowym elementem innowacyjnym wprowadzonym przez Giotta była perspektywa. Malarz nad łóżkiem, namalował zasłonę wiszącą na kwadratowym ruszcie. Jej skrócone ujęcie nadaje fresku wrażenie głębi.